# Авра
Авра (др.-греч. Αὔρα «бриз», «ветер») — персонаж древнегреческой мифологии. 
Миф о ней изложен в XLVIII песне поэмы Нонна «Деяния Диониса». Авра — дочь титана Леланта и океаниды Перибеи. Она родила от Диониса близнецов (Дидимов). Одну из них (сестру) Авра съела, но другого спасла Артемида и отнесла его в Элевсин, где он стал Иакхом (богом мистерий. Сама она превратилась в источник.